# Арсенал (женский футбольный клуб)
Женский футбольный клуб «Арсенал» (англ. Arsenal Women Football Club, при основании англ. Arsenal Ladies Football Club) — английский женский футбольный клуб аффилиат футбольного клуба «Арсенал». Основан в 1987 году, является самым успешным клубом в английском женском футболе: команда выигрывала женскую Премьер-лигу 12 раз, женский Кубок ФА 12 раз, Кубок женской Лиги десять раз и женский кубок УЕФА один раз. В 2006-07 годах клуб выиграл все три домашних соревнованиях (в Премьер-лиге не было поражений) и Кубок УЕФА по женскому футболу и стал единственным футбольным клубом (в женском и мужском футболе), который выиграл четыре титула в одном сезоне.

## История
Клуб был основан в 1987 году Виком Экерсом, который был на тот момент генеральным менеджером основного клуба. Клуб выиграли первый крупный титул в женском Кубке Лиги в сезоне 1991-92 годов. В 1992 году клуб стал одним из основателей женской Премьер-Лиги и выиграл титул в своём первом сезоне. В 2010 году они выиграли 12 из 17 титулов Лиги, заняв второе место три раза, и выиграли рекордные семь титулов подряд между 2004 и 2010 годами.
К 2007 году Арсенал выиграл женский Кубок ФА в восемь раз и женский Кубок Лиги девять раз. Они включают три двойных коронок (Кубок Лиги и Кубок Англии) в 1994-95, 2003-04 и 2005-06, и по трем внутренним тройной короны, в 1992-93, 2000-01 и 2006-07. Клуб представлял Англию в Кубке УЕФА шесть раз, достигнув полуфинала в два раза (в 2002-03 и 2004-05).
Сезон 2006-07 годов был самым удачным сезоном для Арсенала до тех пор: тогда команда выиграла не только все внутренние турниры, но и кубок УЕФА. Это было достигнуто благодаря победе 1-0 против Умео в финале. Это был первый данный титул у британского клуба в истории. Победа в Кубке УЕФА примечательна тем, что соперник Арсенала был профессиональным клубом, тогда как они — только полупрофессиональным. Кроме того, в сезоне 2006-07 годов в Премьер-лиги Арсенал одержал победу в каждой игре, забил 119 мячей, пропустив только 10, и завершил сезон победой 6-0 над Юнайтед Лдис 20 мая 2007 года, а также удалось завершить сезон без единого потерянного игрока. В знак признания этого достижения 13 декабря клуб был удостоен специального приза Ассоциации спортивных журналистов.
Арсеналу не удалось сохранить титул чемпиона Европы в 2007-08 годах — они были побеждены Лионом в четвертьфинале. Тем не менее, команде удалось выйти в финал Кубка Лиги во главе таблицы с 11 побед в 11 матчах. Последнее поражение Арсенала до этого было в игре с Чарльтоном 15 октября 2003 года; это означает, что клуб побеждал в чемпионате более четырёх лет подряд.

## Игроки
Сформированная как любительская команда, Арсенал Ледис получила полупрофессиональный статус в 2002 году. Четыре члена первой команды, в том числе крупнейшая звезда английского женского футбола Келли Смит, выступали на чемпионате Европы по футболу среди женщин в 2005 году.
Клуб также имеет молодёжную команду, состоящую из игроков из Академии. Резервистки выиграли четыре женских резервных Премьер-лиги и пять кубков женской резервной Премьер-лиги за период существования.

## Текущий состав
| 1  | Флаг Австрии   | Вр  | Мануэла Цинсбергер           | 1995 |  |  |  |  |
| 40 | Флаг Англии    | Вр  | Наоми Уильямс                | 2004 |  |  |  |  |
|    |                |     |                              |      |  |  |  |  |
| 2  | Флаг США       | Защ | Эмили Фокс                   | 1998 |  |  |  |  |
| 3  | Флаг Англии    | Защ | Лотта Вуббен-Мой             | 1999 |  |  |  |  |
| 5  | Флаг Англии    | Защ | Лайя Кодина                  | 2000 |  |  |  |  |
| 6  | Флаг Англии    | Защ | Лия Уильямсон (вице-капитан) | 1997 |  |  |  |  |
| 7  | Флаг Австралии | Защ | Стефани Кэтли                | 1994 |  |  |  |  |
| 11 | Флаг Ирландии  | Нап | Кэти Маккейб                 | 1995 |  |  |  |  |
| 26 | Флаг Австрии   | Защ | Лаура Винройтер              | 1999 |  |  |  |  |
| 28 | Флаг Швеции    | Защ | Аманда Илестедт              | 1993 |  |  |  |  |
| 29 | Флаг Англии    | Защ | Тейя Голди                   | 2004 |  |  |  |  |
|    |                |     |                              |      |  |  |  |  |

| 8  | Флаг Испании     | ПЗ  | Мариона Кальдентей  | 1996 |  |  |  |  |
| 10 | Флаг Шотландии   | ПЗ  | Ким Литтл (капитан) | 1990 |  |  |  |  |
| 12 | Флаг Норвегии    | ПЗ  | Фрида Маанум        | 1999 |  |  |  |  |
| 13 | Флаг Швейцарии   | ПЗ  | Лия Вельти          | 1993 |  |  |  |  |
| 21 | Флаг Нидерландов | ПЗ  | Виктория Пелова     | 1999 |  |  |  |  |
| 22 | Флаг Норвегии    | ПЗ  | Катрин Куль         | 2003 |  |  |  |  |
| 32 | Флаг Австралии   | ПЗ  | Кира Куни-Кросс     | 2002 |  |  |  |  |
|    |                  |     |                     |      |  |  |  |  |
| 9  | Флаг Англии      | Нап | Бет Мид             | 1995 |  |  |  |  |
| 17 | Флаг Швеции      | Нап | Лина Хуртиг         | 1995 |  |  |  |  |
| 19 | Флаг Австралии   | Нап | Кейтлин Фурд        | 1994 |  |  |  |  |
| 20 | Флаг Бразилии    | Нап | Жио Кейрос          | 2003 |  |  |  |  |
| 23 | Флаг Англии      | Нап | Алессия Руссо       | 1999 |  |  |  |  |
| 24 | Флаг Канады      | Нап | Клу Лакасс          | 1993 |  |  |  |  |
| 25 | Флаг Швеции      | Нап | Стина Блакстениус   | 1996 |  |  |  |  |

## Стадионы
«Арсенал» играет свои домашние матчи на стадионе «Медоу Парк» в городе Борхомвуд. Стадион вмещает 4502 зрителя, несмотря на то, что на матчах Суперлиги ФА, как правило, всего несколько сотен посетителей. Домашние матчи Лиги чемпионов УЕФА среди женщин играют на ««Кларенс Парке»» в городе Сент-Олбанс — домашнем стадионе клуба «Сент-Олбанс Сити» (вмещает 5007 зрителей, рекорд посещаемости 3467 зрителя на ответном финальном матче (29.04.2007) Лиги чемпионов УЕФА «Арсенал Ледис» (Лондон) — «Умео» (Умео, ) счет 0:0), а кубки графства и резервистов играются на Паркфилде (2500 зрителей) — домашнем стадионе клуба «Поттерс-Бар-Таун» в городе Поттерс Бар, все три города расположены в графстве Хартфордшир. Но из-за связи с «Арсеналом» им разрешено играть матчи и на его домашнем стадионе «Эмирейтс» (60 704 зрителей).

## Отношения с «Арсеналом»
Дэвид Дейн, бывший вице-президент «Арсенала», занимал должность президента клуба, пока не покинул его 18 апреля 2007 года, после чего в эту должность вступил Кейт Элдеман, менеджер Арсенала, до своего ухода из клуба 1 мая 2008 года. Часть из состава игроков и работников клуба привлечены «Арсеналом» к развитию женской команды и академии клуба. Обе команды разделяют спонсорство Emirates Airline и Puma. Также женская команда имеет право играть на «Эмирейтс».

## Достижения
- Обладатель Кубка УЕФА /Лиги чемпионов УЕФА среди женщин (2): 2006/2007, 2024/2025
- Чемпионы Англии (15, рекорд): 1992/1993, 1994/1995, 1996/1997, 2000/2001, 2001/2002, 2003/2004, 2004/2005, 2005/2006, 2006/2007, 2007/2008, 2008/2009, 2009/2010, 2011, 2012, 2018/2019
- Обладатели Кубка Англии (14, рекорд): 1992/1993, 1994/1995, 1997/1998, 1998/1999, 2000/2001, 2003/2004, 2004/2005, 2005/2006, 2006/2007, 2007/2008, 2008/2009, 2010/2011, 2012/2013, 2013/2014, 2015/2016
- Обладатели Континентального Кубка Англии (5, рекорд): 2011, 2012, 2013, 2015, 2017/2018
- Обладатели Кубка Премьер-Лиги (10, рекорд): 1991/1992, 1992/1993, 1993/1994, 1997/1998, 1998/1999, 1999/2000, 2000/2001, 2004/2005, 2006/2007, 2008/2009
- Обладатели Суперкубка Англии (5, рекорд): 2000, 2001, 2005, 2006, 2007, 2008
- Обладатели Кубка Лондона (10, рекорд): 1994/1995, 1995/1996, 1996/1997, 1999/2000, 2003/2004, 2006/2007, 2007/2008, 2008/2009, 2009/2010, 2010/2011
- Победители Южной Национальной Лиги: 1991/1992
- Обладатели Кубка Хайфилд: 1990/1991
- Обладатели Кубка Рибок: 1991/1992, 1995/1996
- Обладатели Кубка Вызова AXA: 1998/1999